# Francisco de Chaves (el pizarrista)
Francisco de Chaves (Trujillo, ca. 1500 - Lima, 26 de junio de 1541) apodado El pizarrista, fue un conquistador español que participó en la conquista de México, Guatemala y Perú. Radicó en Lima, en donde fue nombrado teniente de gobernador general, llegando a ser la segunda autoridad más importante del Perú después del marqués-gobernador Francisco Pizarro. Luchó en la primera fase de la guerra civil entre los conquistadores del Perú, de lado de los Pizarro, y fue asesinado por los almagristas el mismo día en que estos mataron al marqués-gobernador. Se le conoce a veces con el apelativo de «el pizarrista», para distinguirlo de otro conquistador homónimo, Francisco de Chaves «el almagrista», quien, según una versión, era su primo-hermano. 
Se le ha atribuido una supuesta carta remitida al emperador Carlos V, fechada en Cajamarca el 5 de agosto de 1533, que no llegó a su destino, y en el que acusaba a Pizarro de haber ganado la «batalla» de Cajamarca mediante una estratagema traicionera, al dar vino envenenado a los oficiales del inca Atahualpa antes del encuentro, entre otros excesos y abusos. Se considera que dicho documento (que forma parte de los manuscritos Miccinelli) es una falsificación, pues no existe prueba que Francisco de Chaves o algún otro militar homónimo, estuviera en Cajamarca en dicha fecha, además de otros indicios respecto al lenguaje y estilo de redacción, que refutarían su autenticidad.

## Llegada al Perú
Perteneciente, según se afirma, a una noble estirpe de Trujillo en España, pasó al Perú en 1536, junto con el licenciado Gaspar de Espinosa. Pronto fue reconocido como capitán y hombre de confianza del gobernador Francisco Pizarro, su paisano, quien el 12 de diciembre de 1536 le otorgó el repartimiento de Lurigancho (en el actual distrito de San Juan de Lurigancho). Por su parte el Cabildo de Lima le dio un solar, con fecha de 4 de enero de 1537.
Estalló por entonces la disputa entre Pizarro y Almagro por los límites de sus gobernaciones de Nueva Castilla y Nueva Toledo, respectivamente. Cada uno de los bandos decidió nombrar dos comisionados que se encargarían de medir los límites de las gobernaciones, con miras a evitar la guerra civil entre conquistadores. Los pizarristas designaron como comisionados a Francisco de Chaves y a fray Juan de Olías, mientras que los almagristas eligieron a Alonso Henríquez y a Diego Núñez de Mercado. Pero estos comisionados no llegaron a ejercer sus funciones, porque Almagro cambió de opinión e impuso el nombramiento de un juez árbitro, que fue fray Francisco Bobadilla, provincial de los mercedarios. Este exigió que ambas partes entregaran rehenes para que se celebrase la entrevista de los dos caudillos en Mala. Como tales fueron nombrados, del lado de Pizarro: su hija Francisca, Francisco de Chaves y Diego de Portugal; y del lado de Almagro: su hijo Diego, Gómez de Alvarado y Contreras y Diego de Alvarado. Cuando los pizarristas más exacerbados propusieron la captura de Almagro durante dicha conferencia, Chaves se opuso enérgicamente, al considerarlo un acto traicionero.
Empero, las tentativas pacíficas fracasaron y se reiniciaron las hostilidades, que culminaron en la derrota de Almagro en la batalla de las Salinas (6 de abril de 1538), en la que, según parece, no participó Chaves, pues no es mencionado por los cronistas, y se supone que permaneció en Lima pues Pizarro lo había nombrado, en diciembre de 1537, como su teniente de gobernador, cargo que volvió a ejercer durante la ausencia de Pizarro entre 1538 y 1541.
El 28 de mayo de 1538 obtuvo los repartimientos de indios de Yauyos y Tantacaja, de los que tomó posesión el 1 de marzo de 1540. Ese mismo año casó con María de Escobar, la viuda de Martín de Estete, la cual había heredado unos 40 000 pesos en oro y plata.

## La masacre de la etnia de los Conchucos
Tras la retirada de las tropas de Manco Inca luego de fracasar en su intento de tomar Lima, el cabildo limeño ordenó a Chaves ir a someter y pacificar a los indios que permanecían alzados en Huaura, Atavillos y Lampián (sierra del actual departamento de Lima); Huaylas y Conchucos (actual departamento de Ancash); y Bombón, Tarma y Huánuco (sierra central del Perú). En Huamachuco se reunió con el capitán Miguel de la Serna, con el que inició la campaña, que fue muy cruel, especialmente en los Conchucos donde los indios tenían cercado a Gonzalo Pizarro y a sus hombres, que se hallaban en camino hacia la región amazónica. La represalia española sobrepasó los límites y desembocó en un verdadero genocidio: luego de quemar y empalar a hombres y mujeres, Chaves hizo asesinar a 600 niños menores de nueve años, a los que hizo previamente pronunciar su apellido en vez del nombre de Jesús. Este crimen, acontecido en 1539, fue condenado por los mismos españoles y fue denunciado ante la corte real. Toda un área extensa fue convertida en el corregimiento de Conchucos, involucrando bajo la misma jurisdicción a los pincos, huaris y piscopampas.[cita requerida]
Frente a ello, la misma Corona de Castilla procedió a castigar a los conquistadores responsables en tal Crimen de guerra, y a reparar los daños, de acuerdo a las leyes y cánones de la época en el Derecho indiano.

“El Rey, Don Carlos V, Emperador Augusto:
Don Antonio de Mendoza, nuestro Virrey de las Provincias del Perú y Presidente de la Real Audiencia de ellas: he entendido que habiendo enviado el marqués Don Francisco Pizarro a un Capitán suyo que llamaban Francisco de Chávez, a castigar a cientos de indios porque habían muerto a su amo, no los pudiendo haber a las manos, por haberse recogido a la sierra, tomó a todos los niños y niñas de 3 años hasta número de 600, y los mató; y habiéndosenos suplicado acerca de esto que en memoria de tan gran crueldad seamos servido mandar a que los indios que dejó se eche alguna pensión para hacer escuelas de la Santa Doctrina donde los dichos niños murieron, e instituir que fuesen diestros y doctos en cristiandad y edad que por si pudiesen trabajar […] Fecha en Innsbruck a 25 de diciembre de 1551. Yo el Rey.”.
Carlos I de España

## Fallecimiento
De regreso a Lima, Chaves se convirtió en el hombre más importante del Perú después de Pizarro. Pero pronto empezó a ser desplazado por Antonio Picado, el secretario de Pizarro, por lo que empezó a relacionarse con los almagristas. Incluso alojó en su casa a Diego de Almagro el Mozo, pero luego lo despidió, acaso para congraciarse con los pizarristas.
Cuando el 26 de junio de 1541, los almagristas, encabezados por Juan de Rada, irrumpieron en el Palacio de Gobierno buscando a Pizarro para matarlo, Chaves no quiso cerrar la puerta de la habitación del piso superior donde se hallaba el marqués y salió a la escalera para intentar desanimar a Rada y a sus hombres, diciéndoles: «Señores, ¿qué es esto?, no se entienda conmigo el enojo que traéis con el Marqués, pues yo siempre fui amigo». Pero no pudo continuar porque lo atacaron en masa, siendo herido de una estocada en la cabeza. Cayó entonces derribado y rodó por la escalera, pereciendo de esa manera.
Se especuló después que, si hubiera cerrado la puerta de la habitación (tal como le había ordenado el mismo Pizarro), los almagristas no habrían logrado su propósito de matar al marqués, y él mismo hubiera salvado la vida. Su intención de querer apaciguar a los conjurados habría sido pues, su error fatal. Pero no faltaron quienes le acusaron de haber actuado con premeditación contra Pizarro, intentando sacar provecho de la situación, al creer que este lo dejaba de Gobernador del Perú en su testamento.
El 25 de diciembre de 1551, una real cédula dada en la ciudad de Innsbruck ordenó que de las rentas de la enorme encomienda que había sido de Chaves, se diera comida, vestido y escuela a un centenar de niños indígenas, a modo de compensación o desagravio por los niños asesinados en Conchucos.

## Matrimonio y descendencia
Su viuda María de Escobar, en la que no tuvo hijos, se volvió a casar el 8 de diciembre de 1547 con Pedro Portocarrero. Dejó una hija natural llamada Juana de Chaves, que posteriormente se casó con el capitán Pablo de Gamboa, conquistador del Río de la Plata, Nueva España y el Perú.

## La versión del inca Garcilaso
El Inca Garcilaso de la Vega, en su Segunda parte de los Comentarios Reales de los incas o simplemente Historia General del Perú (1616), menciona a un capitán llamado Francisco de Chaves, hermano de Diego de Chaves y natural de Trujillo, de quien dice que fue uno de los que en Cajamarca se opusieron a la ejecución del inca Atahualpa en 1533 (Libro I, capítulo 37). El problema de identificarlo con el mismo Francisco de Chaves «el pizarrista», o en todo caso, con «el almagrista», radica en que estos dos capitanes homónimos no estuvieron durante la captura de Atahualpa, ni tampoco el año siguiente, cuando se realizó el juicio del inca, según se desprende de las crónicas más confiables. Garcilaso no fue un testigo directo de los acontecimientos, ya que nació en 1539; él afirmaba basarse en los escritos del padre Blas Valera, hijo de uno de los conquistadores de Cajamarca. 
Más adelante, el inca historiador cuenta que uno de los capitanes de Atahualpa, Quisquis, enterado de que su amo había sido ajusticiado a pesar de haber pagado el rescate, atacó a la retaguardia española cuando iba camino hacia el Cuzco. El encuentro se produjo en Tocto, un pueblo de la provincia de Huaylas, donde murieron diecisiete españoles y fueron capturados ocho, a saber: Francisco de Chaves, Pedro Gonzales, Alonso de Alarcón, Hernando de Haro, Alonso de Ojeda, Cristóbal de Orozco, Juan Díaz y el escribano Sancho de Cuéllar, quienes fueron llevados a Cajamarca, donde Quisquis y sus fuerzas se reunieron con Tito Atauchi, hermano de Atahualpa. Los españoles presos fueron juzgados por un tribunal indio, creado a imitación del que juzgara a Atahualpa. Solamente Sancho de Cuéllar fue ajusticiado, por haber sido el escribano de la causa y de la sentencia del inca, mientras los siete restantes fueron perdonados, en virtud de que algunos de ellos, sobre todo Francisco de Chaves, se habían opuesto a la muerte de Atahualpa. A Chaves y sus compañeros le obsequiaron muchas piezas de oro, plata y esmeraldas y los enviaron en andas cargadas por indios. Antes de partir, Chaves celebró con Tito Atauchi unas capitulaciones de paz y amistad que reconocieron a Manco Inca como legítimo heredero del Imperio y, confederados los españoles con los indios, se observarían las antiguas leyes de los Incas que no contradijesen la ley cristiana. Los incas aceptaban la predicación de la fe católica y se comprometían a dar a los españoles alimentos, gentes como criados y tributos. Chaves se comprometió a llevar estas capitulaciones a Pizarro y hacérselas confirmar por el emperador Carlos V. Según Garcilaso, el incumplimiento por parte de los españoles de la capitulación entre Titu Atauchi y Francisco de Chaves determinó la insurrección de Manco Inca (Libro II, capítulos 5, 6 y 7).
Los modernos historiadores consideran que todo ese relato es una ficción, basándose en el hecho contundente que no es mencionado por el resto de los cronistas, algunos de los cuales fueron testigos de los hechos, y cuyas versiones son, por lo tanto, más confiables. Solo el jesuita Giovanni Anello Oliva (1574-1642) menciona el episodio pero de manera concisa y con alguna variante, pero al igual que Garcilaso su versión es tardía. Además el relato garcilasista contiene más incongruencias, como el hecho que el escribano de la hueste española no se llamaba Sancho de Cuéllar sino Pedro Sancho de la Hoz, quien no murió en 1533, sino que vivió muchos años más, terminando por ser decapitado en Santiago de Chile en 1547.
El relato garcilasista ha tenido más valor literario y ha inspirado a Ricardo Palma una de sus más recordadas Tradiciones peruanas: «El que pagó el pato».

## La supuesta carta de Francisco de Chaves
Entre el 29 y el 30 de septiembre de 1999, el Instituto Italo-Latino Americano de Roma convocó un simposio sobre: "Guamán Poma de Ayala y Blas Valera. Tradición andina e historia colonial" donde se presentaron dos cuerpos de documentos o legajos jesuíticos, más conocidos como los documentos Miccinelli, atribuidos a autores distintos (entre ellos Blas Valera, Antonio Cumis y Anello Oliva, siglo XVII): Exsul Immeritus Blas Valera Populo Suo (EI) y Historia et Rudimenta Linguae Piruanorum (HR). El más antiguo legajo es un documento anexo a EI, nada menos una supuesta carta que el conquistador Francisco de Chaves escribió a Su Majestad Carlos V el 5 de agosto de 1533, en la cual hace gravísimas acusaciones a Francisco Pizarro, atribuyéndolo haber ganado la batalla de Cajamarca no por el valor militar sino por una treta perversa, contraria a las reglas de la guerra, al dar vino envenenado al estado mayor del Inca Atahualpa; además lo acusa por haber agarrotado al Inca a pesar de su inocencia, así como de robos sobre el quinto real y por la violenta censura que puso contra el grupo de disidentes a su conquista engañosa. La carta no llegó nunca a su destino y se dice que pasó a manos del conquistador Luis Valera, padre o tío de Blas Valera, quien escribió una crónica denunciando estos hechos, la cual pasó a manos del Inca Garcilaso, quien usó parte de su información para redactar sus Comentarios Reales. La transcripción de la carta fue presentada por la doctora Laura Laurencich-Minelli, quien ha estudiado a fondo los documentos Miccinelli.
Los historiadores peruanos se mostraron escépticos en cuanto a la autenticidad de dicho documento, surgiendo también el problema de identificar fehacientemente al Francisco de Chaves autor de la carta, que como ya hemos dicho, ningún conquistador de dicho nombre estuvo en Cajamarca entre 1532 y 1533 (al menos según la información más confiable con que hasta ahora contamos, prescindiendo de la versión del Inca Garcilaso).